# スモーキン・エース/暗殺者がいっぱい
『スモーキン・エース/暗殺者がいっぱい』（原題: Smokin' Aces）は、2006年製作のアメリカ映画。マフィアから100万ドルの賞金が賭けられたマジシャンを狙う殺し屋たちとFBIが繰り広げるバイオレンス・アクション。本作で、ミリオンセラーミュージシャンのアリシア・キーズ、コモンが俳優デビューした。日本では、ユニバーサル映画が UIP配給で行った最後の作品となった。

## ストーリー
FBIは、ラスベガスのマフィア「カルロッタ・ファミリー」の首領プリモ・スパラッザが、スウェーデン人の殺し屋に100万ドルで暗殺を依頼したとの情報を入手する。ターゲットはラスベガスの人気マジシャン、バディ・“エース”・イズラエル。彼はファミリーの後ろ盾を得て凶悪犯罪に手を染めた挙げ句、組織の内紛を引き起こした。この内部抗争をきっかけに、アメリカ16州および連邦の捜査局は全米のコーサ・ノストラの一斉捜査を開始。保釈中のイズラエルは、起訴を免れるためFBIとの司法取引に応じようとしていた。一方イズラエルの弁護士リードは、保釈保証人デュプリーを雇って彼を連れ戻そうとしていたが、イズラエルが身を隠すタホ湖のノーマッド・ホテルには、100万ドル目当てに世界中からプロの殺し屋が集結。FBIは暗殺を阻止するため、イズラエルの身柄拘束に向かう。

## キャスト
| 役名                           | 俳優                               | 日本語吹替 | 役柄                                                  |
| ------------------------------ | ---------------------------------- | ---------- | ----------------------------------------------------- |
| バディ・“エース”・イズラエル   | ジェレミー・ピヴェン               | 鳥畑洋人   | ラスベガスの有名マジシャン                            |
| プリモ・スパラッザ             | ジョセフ・ラスキン                 |            | マフィア“コーザ・ノストラ・ベガス”のドン              |
| シドニー・K・セレナ            | アレックス・ロッコ                 |            | スパラッザファミリーのアンダーボス                    |
| ビクター・“バズ”・パディチェ   | デヴィッド・プローヴァル           |            | スパラッザファミリーの補佐役                          |
| アイビー                       | コモン                             | 駒谷昌男   | イズラエルのボディガード                              |
| ヒューゴ・クループ             | ジョエル・エドガートン             |            | イズラエルの取巻き（子分）                            |
| ビーニー                       | クリストファー・マイケル・ホーリー |            | イズラエルの取巻き（ポン引き）                        |
| ヴィトリ                       |                                    |            | イズラエルの取巻き（部屋の掃除係）                    |
| モーリス・メクレン             | カーティス・アームストロング       |            | イズラエルのマネージャー                              |
| リチャード・メスナー           | ライアン・レイノルズ               | 志村知幸   | FBI捜査官                                             |
| ドナルド・カラザーズ           | レイ・リオッタ                     | 山野井仁   | FBI捜査官                                             |
| スタンリー・ロック             | アンディ・ガルシア                 | 岩崎ひろし | FBI副長官                                             |
| フリーマン・ヘラー             | マイク・フォーコウ                 |            | 元FBI潜入捜査官                                       |
| ルパート・“リップ”・リード     | ジェイソン・ベイトマン             |            | イズラエルの弁護士                                    |
| ジャック・デュプリー           | ベン・アフレック                   | 落合弘治   | イズラエルの保釈保証人                                |
| ピート・ディークス             | ピーター・バーグ                   |            | デュプリーの仲間 元ラスベガス刑事                     |
| ホリス・エルモア               | マーティン・ヘンダーソン           |            | デュプリーの仲間 元ラスベガス刑事                     |
| ジョージア・サイクス           | アリシア・キーズ                   | 佐藤ゆうこ | 女殺し屋                                              |
| シャリス・ワッターズ           | タラジ・P・ヘンソン                | 浅野まゆみ | ジョージアの相棒で50口径のバレットM82を使うスナイパー |
| ロレッタ・ワイマン             | ダヴェニア・マクファデン           | 片岡富枝   | ジョージアとシャリスのマネージャー                    |
| ダーウィン・トレモア           | クリス・パイン                     |            | トレモア兄弟の一人                                    |
| ジーブス・トレモア             | ケヴィン・デュランド               |            | トレモア兄弟の一人                                    |
| レスター・トレモア             | モーリー・スターリング             |            | トレモア兄弟の一人                                    |
| パスクアール・アコスタ         | ネスター・カーボネル               |            | 傭兵“エストラゴ（破壊屋）”                            |
| ラズロ・スート                 | トミー・フラナガン                 |            | ヒットマン 変装の名人                                 |
| イングストローム               | ウラジミール・クリッチ             |            | 謎のスウェーデン人                                    |
| ビル                           | マシュー・フォックス               |            | ノーマッド・ホテルの警備部長                          |
| ウェイン・ニュートン（本人役） | ウェイン・ニュートン               |            | 冒頭舞台のホスト                                      |

- その他日本語吹き替え

岩田安生、秋元羊介、横尾博之、原田晃、武虎、斉藤次郎、深尾眞理、近藤広務、田坂浩樹、近藤玲子、ふくまつ進紗、岸本周也、瑚海みどり、新田万紀子、阿川恭子、鈴木圭吾、佐藤健輔